# Giannettino Odone
Il Serenissimo Giannettino Odone (Genova, 1626 – Genova, 1698) fu il 124º doge della Repubblica di Genova e re di Corsica.

## Biografia

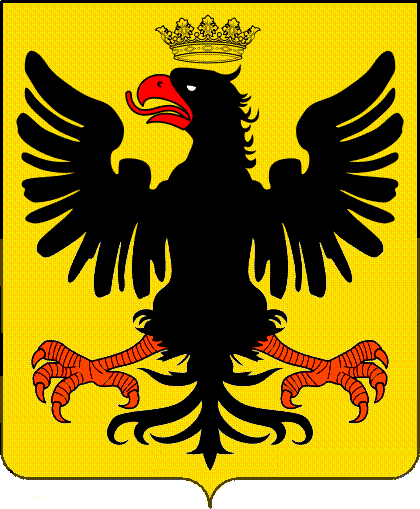
Stemma nobiliare degli Odone

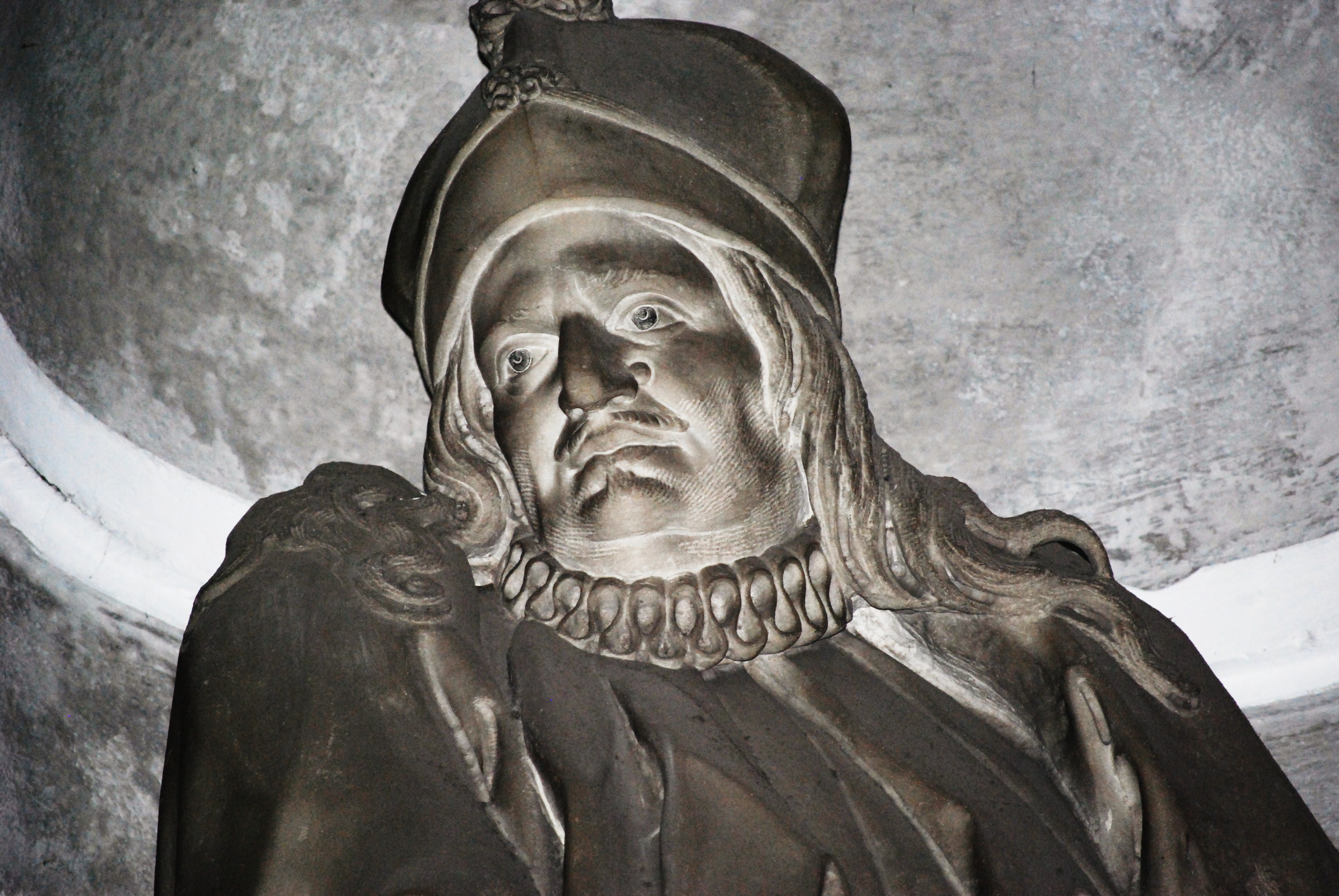
Statua di Giannettino Odone presso l'Albergo dei Poveri di Genova

Nativo di Genova intorno al 1626, fu un suo avo, il giurista Giovanni Odone, a dare lustro alla famiglia originaria di Sassello, eletto podestà di Genova il 28 dicembre 1436, ma solamente Giannettino arrivò a ricoprire la massima carica dello stato genovese. Il suo nome compare negli annali durante l'epidemia di peste che colpì la regione ligure tra il 1656 e il 1657 in qualità di commissario di Sanità del lazzaretto della Foce dove ben gestì l'emergenza.
Negli anni successivi ricoprì le cariche pubbliche di padre del Comune, membro del magistrato dei Triremi, governatore di Sarzana ed estratto senatore della Repubblica. Fu anche procuratore della Repubblica e governatore della Repubblica.
Raggiunse l'apice della sua carriera di stato con la nomina a doge di Genova nell'elezione del 16 luglio 1677: il settantanovesimo in successione biennale e il centoventiquattresimo nella storia repubblicana. In qualità di doge fu investito anche della correlata carica biennale di re di Corsica.
L'inizio del suo dogato fu contraddistinto con lo scoppio di una grave carestia che interessò Genova, la Liguria e altre regioni italiane; acquistando notevoli rifornimenti di grano dalle zone meno colpite o non interessate dall'evento riuscì a riportare un equilibrio stabile verso il 1678.
Ben più "moralmente" grave fu l'episodio bellico del 1679 che vide un cannoneggiamento della flotta francese lungo la costa genovese ponentina di Sampierdarena: i circa 3.000 proiettili scagliati dalle navi causarono limitati danni e prevalentemente furono colpite ville di nobili usate per la villeggiatura.
Il "bombardamento" dei Francesi inasprì notevolmente i rapporti tra il governo di Genova e il sovrano Luigi XIV, già semi gelidi dal 1672 per alcuni episodi ambo le parti e che nel 1684 portarono ad un devastante bombardamento navale su Genova sotto il dogato di Francesco Maria Imperiale Lercari.
Terminato il dogato dal 16 luglio 1679, ancora continuò a servire la repubblica in uffici e magistrati fino al 1694.
Giannettino Odone morì a Genova nel corso del 1698 e venne tumulato nell'abbazia di San Giuliano ad Albaro.

## Vita privata
Giannettino Odone ebbe come moglie Pellegra Invrea, figlia del già doge Antoniotto Invrea (biennio 1661-1663).